# Улага, Примож
Примож Улага (словен. Primož Ulaga; род. 20 июля 1962 года) — словенский прыгун с трамплина, выступавший в основном в составе сборной Югославии. Призёр Олимпиады в Калгари.

## Карьера
В Кубке мира Примож Улага дебютировал на первом этапе Турне четырёх трамплинов 30 декабря 1979 года в Оберстдорфе, где занял скромное 86-е место. В феврале 1980 года набрал первые кубковые очки, показав 12-й результат в Сен-Низье. В конце своего первого сезона, на домашнем трамплине в Планице показал третий результат, поднявшись на свой первый подиум.
Первую победу одержал в феврале 1981 года на этапе в канадском Тандер-Бей, где выиграл на нормальном трамплине мощностью К-89. 
До начала домашней Олимпиады в Сараево на счету Улаги было семь подиумов, из которых три победы и он был одной из главных надежд Югославии на завоевание первой медали на зимних Играх. Однако на нормальном трамплине Примож был лишь 57-м, а на большом добрался до 13-го места. Впрочем, югославы смогли завоевать историческую олимпийскую медаль. Это сделал горнолыжник Юре Франко, ставший серебряным призёром в гигантском слаломе.
В 1985 году показал лучший результат в карьере на чемпионатах мира, став шестым на большом трамплине.
Самым удачным сезоном в карьере Улаги стал олимпийский сезон 1987/88. В общем зачёте он замкнул тройку лучших, стал вице-чемпионом мира по полётам и одержал две победы на домашнем этапе в Планице. На Олимпиаде в Калгари в личных турнирах выступил не слишком удачно, став 30-м на нормальном трамплине и 40-м на большом. Зато в командном турнире вместе с Матьяжем Зупаном, Матьяжем Дебелаком и Мираном Тепешем стал серебряным призёром.
Завершил карьеру в январе 1992 года после того, как не смог пройти квалификацию на этапе в Инсбруке. После окончания карьеры работал в словенской федерации лыжных видов спорта.

## Победы на этапах Кубка мира
| № | Дата            | Место       | Трамплин                 |
| - | --------------- | ----------- | ------------------------ |
| 1 | 21 февраля 1981 | Тандер-Бей  | нормальный трамплин К-89 |
| 2 | 27 марта 1983   | Планица     | большой трамплин К-120   |
| 3 | 17 декабря 1983 | Лейк-Плесид | нормальный трамплин К-86 |
| 4 | 7 декабря 1985  | Тандер-Бей  | нормальный трамплин К-89 |
| 5 | 8 декабря 1985  | Тандер-Бей  | большой трамплин К-120   |
| 6 | 4 января 1987   | Инсбрук     | большой трамплин К-109   |
| 7 | 25 января 1987  | Саппоро     | большой трамплин К-115   |
| 8 | 26 марта 1988   | Планица     | нормальный трамплин К-90 |
| 9 | 27 марта 1988   | Планица     | большой трамплин К-120   |